# Мортон, Конрад Вернон
Ко́нрад Ве́рнон Мо́ртон (англ. Conrad Vernon Morton, при рождении — Уо́лтер Вернон Мортон (Walter Vernon Morton), 1905—1972) — американский ботаник и птеридолог.

## Биография
Уолтер Вернон Мортон родился 24 октября 1905 года в городе Фресно в Калифорнии в семье Уолтера Кроу Мортона и Номы Бартоломью Мортон. Мать Мортона была известным садовником, имела свой розарий. Затем, после смерти отца, Мортон с матерью переехали в город Беркли. В 1924 году Мортон поступил в Калифорнийский университет в Беркли. В 1926 году он официально сменил имя на «Конрад». В мае 1928 года Мортон получил учёную степень бакалавра естественных наук. Затем Мортон стал работать в Смитсоновском институте. Весной 1933 года он путешествовал по Оахаке, в 1936 и 1941 годах ездил на Кубу. С 1932 года Мортон начал издавать научные публикации, посвящённые низшим растениям Центральной Америки. С 1950 по 1954 год он был членом Международного ботанического конгресса. После этого Мортон совершал поездки в Гондурас, Гватемалу, Аргентину и на Кубу, начал изучать флору Паслёновых Южной Америки. К началу 1972 года была почти закончена его работа по представителям рода Solanum, произрастающим в Аргентине. Мортон скоропостижно скончался 29 июля 1972 года у себя дома в Вашингтоне.

## Роды и виды растений, названные в честь К. В. Мортона
- Mortoniella Woodson, 1939 (Apocynaceae)
- Mortoniodendron Standl. & Steyerm., 1938 (Malvaceae)
- Asplenium mortonii Duek, 1971 (Aspleniaceae)
- Besleria mortoniana Steyerm., 1971 (Gesneriaceae)
- Clidemia mortoniana Standl., 1938 (Melastomataceae)
- Columnea mortonii Raymond, 1961 (=Columnea hirta var. mortonii (Raymond) B.D.Morley, 1973, Gesneriaceae)
- Cyphomandra mortoniana L.B.Sm. & Downs, 1964 (Solanaceae)
- Eupatorium ×mortonianum Alain, 1960 (Asteraceae)
- Gesneria mortonii Wiehler, 1971 (Gesneriaceae)
- Inga mortoniana J.León, 1966 (Fabaceae)
- Microgramma mortoniana de la Sota, 1973 (Polypodiaceae)
- Milla mortoniana H.E.Moore, 1953 (Asparagaceae)
- Niphidium mortonianum Lellinger, 1972 (Polypodiaceae)
- Schoenocaulon mortonii Brinker, 1942 (Melanthiaceae)
- Selaginella mortoniana Crabbe & Jermy, 1973 (Selaginellaceae)
- Thelypteris mortonii A.R.Sm., 1973 (Thelypteridaceae)
- Tigridia mortonii Molseed, 1970 (Iridaceae)
- Topobea mortoniana Wurdack, 1971 (Melastomataceae)
- Viburnum mortonianum Standl. & Steyerm., 1940 (Adoxaceae)
- Witheringia mortonii Hunz., 1969 (Solanaceae)
- Xiphopteris mortonii Copel., 1952 (=Leucotrichum mortonii (Copel.) Labiak, 2010, Polypodiaceae)